# Batu Bulan I
Batu Bulan I is een bestuurslaag in het regentschap Aceh Tenggara van de provincie Atjeh, Indonesië. Batu Bulan I telt 408 inwoners (volkstelling 2010).